# Taraxacum schelkovnikovii
Taraxacum schelkovnikovii là một loài thực vật có hoa trong họ Cúc. Loài này được Schischk. miêu tả khoa học đầu tiên năm 1934.